# Вторгнення. Операція «Дунай»
«Вторгнення. Операція “Дунай”» (чеськ. Muž, který stál v cestě) — фільм чеського режисера Петра Ніколаєва, знятий за романом Івана Філа «Чоловік, який став на заваді». Вперше був представлений у Чехії 25 травня 2023 року. Прем'єра в Україні відбулася 30 травня 2024 року.

## Сюжет
Фільм присвячений подіям 1968 року у Чехословаччині. Внаслідок Празької весни до влади прийшов уряд на чолі із Александером Дубчеком, який запровадив у країні реформи для побудови моделі «соціалізму із людським обличчям».
Незалежна політика стала не вподоби керівництву СРСР, яке почало вимагати від Дубчека припинення реформ, введення цензури та звільнення деяких членів уряду, зокрема Франтішека Кріґеля.
Після відмови виконання цих вимог, радянське керівництво приймає рішення про вторгнення до Чехословаччини та зміни її уряду.
До того ж із проханням ввести війська до Кремля таємно звертаються окремі члени чехословацького уряду, незадоволені політикою Дубчека.
Але для виправдання агресії в очах світової спільноти, керівникам СРСР потрібне подібне прохання саме від керівництва уряду.
Тому після вторгнення радянські військові затримують А. Дубчека, Ф. Кріґеля, О. Черніка, Й. Смарковського та Й. Шпачека. Їх утримують на території СРСР, вимагаючи підписання протоколу, яким виправдовується інтервенція та припиняються усі демократичні реформи.
Для запобігання кровопролиття, президент Чехословаччини Людвік Свобода вирушає у Москву для перемовин із Леонідом Брежнєвим. Він наполягає на звільненні усіх затриманих. Л. Брєжнєв погоджується за умови підписання протоколу та подальшої відставки уряду Дубчека.
Незважаючи на виниклі жорсткі суперечки, врешті-решт протокол був підписаний членами уряду, крім Ф. Кріґеля.
Після звільнення із радянського полону, колишні соратники інкримінували йому безвідповідальність, яка могла б привести до загострення протистояння та подальшого ускладнення ситуації.
Він пішов з посади голови національних зборів та члена президії компартії Чехословаччини, його виключили із партії, а невдовзі позбавили посади головного лікаря у лікарні.
Проте Ф. Кріґель отримував багато листів підтримки від звичайних людей. Він розумів, що причетний до розбудови існуючої системи влади, але вважав, що боровся за її поліпшення.
Після його смерті фондом Хартія 77 була заснована премія імені Ф. Кріґеля «За видатні заслуги у боротьбі за права людини свободу та демократію».

## Сприйняття
Фільм отримав неоднозначні відгуки. За рецензією видання Aktualne, «Ніколаєв зробив ще одну історичну драму…але нічого суттєвого в ній сказано».
Проте видання Pravda відзначає, що «Чоловік, який став на заваді» — якісна історична драма з чудовим акторським складом. Це захоплююче, правдоподібно і, мабуть, найголовніше, спонукає до глибоких роздумів про себе, свої цінності та душевну силу постояти за себе".